# Lasionycta secedens
Lasionycta secedens is een vlinder uit de familie uilen (Noctuidae). De wetenschappelijke naam is voor het eerst geldig gepubliceerd in 1858 door Walker.
De soort komt voor in Europa en Noord-Amerika.